# Eupithecia profuga
Eupithecia profuga là một loài bướm đêm trong họ Geometridae.